# Teloschistales
Die Teloschistales sind eine Ordnung der Schlauchpilze (Ascomycota) und enthalten vor allem flechtenbildende Arten.

## Merkmale
Die Vertreter der Ordnung bilden verschiedenartige Thalli, wie Blatt- und Krustenflechten aus. Die Färbung ist sehr variabel, bei Physciaceae beruht sie meist auf Atranorin, bei Teloschistaceae auf verschiedenen Anthrachinonen.
Als Photobionten treten vor allem Arten der Grünalgen-Gattung Trebouxia, seltener auch andere chlorococcale Grünalgen auf.
Viele Vertreter besitzen polare, diblastische Ascosporen, die häufig Wandverdickungen an der Innenseite besitzen.

## Systematik
Die Teloschistales sind eine monophyletische Gruppe. Sie zerfallen in zwei Gruppen, wobei die erste, auch als Unterordnung Teloschistineae geführt, schon länger zu den Teloschistales gezählt werden. Zu ihnen zählen folgende Familien (mit ausgewählten Gattungen und Arten nach Eriksson 2006):
- Letrouitiaceae mit einziger Gattung
  - Letrouitia
- Megalosporaceae mit drei Gattungen
- Teloschistaceae mit 12 Gattungen, z. B.
  - Caloplaca
  - Fulgensia
    - Fulgensia fulgens

  - Teloschistes
    - Teloschistes chrysophthalmus

  - Xanthoria
    - Zierliche Gelbflechte (Xanthoria elegans)
    - Gewöhnliche Gelbflechte (Xanthoria parietina)
    - Xanthoria polycarpa

Nach Untersuchungen von Miadlikowska et al. (2006) werden die Familien der Calicaceae und Physciaceae zu den Teloschistales, als eigene Unterordnung Physciineae gezählt, Allerdings erhoben Gaya et al. 2012 diese Unterordnung dann zur bereits 1907 beschriebenen Ordnung Caliciales.